# 丹尼洛娃撞击坑

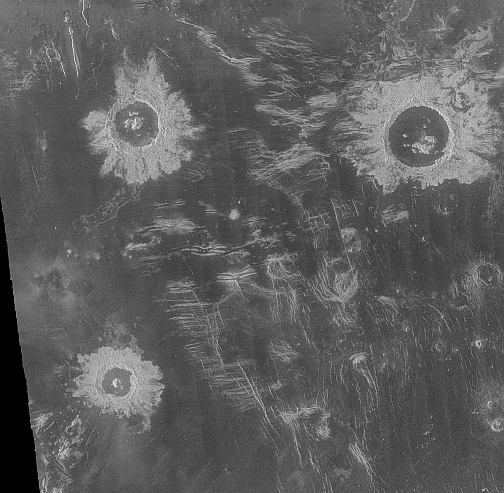
从左上角顺时针方向分别为丹尼洛娃坑、阿格莱奥妮丝坑、莎斯姬亚坑

丹妮洛娃撞擊坑（英語：Danilova）是金星上的一個撞擊坑，直徑49公里，以美籍俄罗斯芭蕾舞演员亞歷山德拉·丹妮洛娃命名。